# Список умерших в 1207 году
В этой статье представлен список известных людей, умерших в 1207 году.
См. также: Категория:Умершие в 1207 году

## Февраль
- 7 февраля — Самбор I — князь и наместник (правитель) Гданьского Поморья (1177—1207)

## Март
- 1 марта — Альфонс Португальский — великий магистр ордена госпитальеров (1203—1206).
- 10 марта — Синь Цицзи — китайский военный деятель и поэт
- Эрлинг Стейнвегг — баглерский претендент на норвежский трон

## Апрель
- 7 апреля — Ферри I — сеньор де Бич (1155—1196), герцог де Бич (1196—1207), сеньор де Жербевийе и д’Орм (1179—1207), герцог Лотарингии (1206—1207).
- 30 апреля — Оттон I — граф Гельдерна, граф Цютфена (1182—2007).

## Май
- 3 мая — Фудзивара но Канезане[англ.] — японский государственный деятель, дайдзё-дайдзин (1189—1190), родоначальник клана Куджо
- 16 мая — Цзи Гун[англ.] — буддистский китайский монах, народный герой Китая
- 17 мая — Ламберт де Брюж[фр.] — епископ Теруана (1191—1207)
- 29 мая — Бона Пизанская[англ.] — монахиня, помогавшая путешественникам и пилигримам, святая римско-католической церкви, покровительница путешественников, паломников, курьеров, гидов, стюардесс и города Пиза

## Июнь
- 6 июня — Герард Монцский[англ.] — святой римско-католической церкви, покровитель больных, беременных женщин и города Монца[1].
- 19 июня — Убальдо Ланфранки[англ.] — архиепископ Пизы (1176—1207), участник третьего крестового похода

## Июль
- 13 июля — Генрих IV фон Катцбург[нем.] — епископ Вюрцбурга (1202—1207)

## Август
- 21 августа — Симон Уэллский[англ.] — епископ Чичестера (1204—1207).
- 23 августа — Грегорио Крешенци, кардинал-священник Сан-Витале (1200—1208), кардинал-дьякон Санта-Мария-ин-Аквиро (1188—1200).

## Сентябрь
- 4 сентября — Бонифаций I Монферратский — маркграф Монферратский (1192—1207), лидер Четвёртого крестового похода, первый король Фессалоники (1204—1207), убит в битве с болгарами.
- 13 сентября — Нивелон I де Кьерзи — епископ Суассона (1176—1207)
- 27 сентября — Камугаи Наозане[англ.] — знаменитый японский воин периода войны Тайра и Минамото, один из героев Повести о доме Тайра

## Октябрь
- 13 октября — Джон из Келсо[англ.] — епископ Абердина (1199—1207)
- 25 октября — Киприан[нем.] — епископ Вроцлава (1201—1207)
- Калоян — царь Болгарии (1197—1207)

## Ноябрь
- 3 ноября — Хартвиг II фон Утледе — князь-архиепископ Бремена (1185—1190, 1194—1207), получивший в 1186 году Гельнгаузенскую привилегию[нем.], в которой Фридрих I Барбаросса признал город Бремен самостоятельной единицей
- 16 ноября — Уолтер Кутанский — епископ Линкольна (1183—1184), архиепископ Руана (1184—1207), главный юстициарий Англии (1191—1193)
- 21 ноября — Филиппо I да Лампуньяно[итал.] — архиепископ Милана (1196—1206)

## Декабрь
- 30 декабря — Диего де Асебо[англ.] — епископ Осмы (1201—1207)

## Дата неизвестна или требует уточнения
- Бенедикт Фалетро[нем.] — патриарх Градо (1201—1206)
- Бертран II — граф Форкалькье (1144—1207)
- Вильгельм II Великий — граф Юлиха (1176—1207)
- Всеволод Глебович — князь пронский (1186, 1188—1207), Князь коломенский (1186—1188)
- Вукан Неманич — жупан Диоклеи (1196—1202), великий жупан Рашки (1202—1204), князь Зеты (1204—1207), из династии Неманичей
- Давид Сослан — осетинский царевич, муж и соправитель царицы Тамары, царь и главнокомандующий войсками в период наивысшего расцвета феодальной Грузии
- Дмитр Мирошкинич — новгородский посадник (1205—1207)
- Жоффруа ле Ра — великий магистр ордена госпитальеров (1206—1207)
- Куно I фон Мюнценберг[нем.] — ключевой министр имперского правительства Германии
- Раймбаут де Вакейрас — провансальский трубадур
- Раньеро да Понца[итал.] — итальянский теолог, боровшийся с катарами.
- Святослав Глебович, удельный князь Пронский.
- Уильям Перегрин[англ.] — один из первых придворных поэтов Англии (поэтов-лауреатов), придворный поэт королей Ричарда I и Иоанна Безземельного
- Хан Туочжоу[англ.] — китайский государственный деятель империи Южная Сун, канцлер императора Нин-цзуна, казнён